# Луган

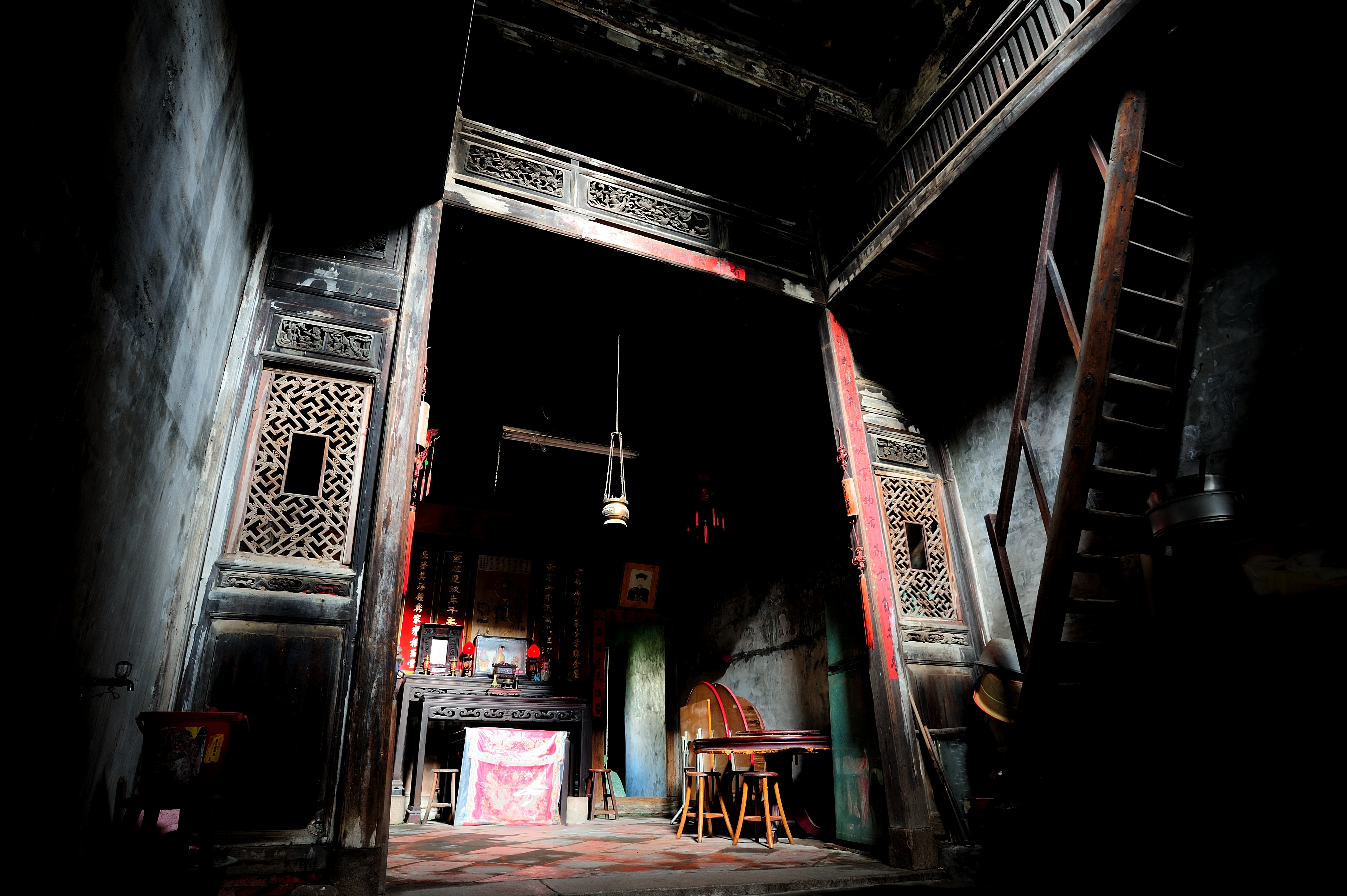
Маєток династії Ші в Лугані

Луган (кит.: 鹿港; піньїнь: Lùgǎng; Вейд-Джайлз: Lu-kang; певедзі: Lo̍k-káng; літ.: 'гавань оленів') — містечко на північному заході повіту Чжанхуа, Тайвань. Луган розташований на західному узбережжі Тайваню, виходить на Тайванську протоку. Назва походить від портової торгівлі шкірою оленів протягом періоду голландської формози. Луган був важливим морським портом у XVIII та XIX століттях. До початку XX століття це було найбільш густонаселене місто середньої частини Тайваню. У березні 2012 року місто ввійшло до десятки «невеликих туристичних міст» за версією Туристичного бюро Тайваню.

## Походження назв
Назва міста походить від портової торгівлі шкірою оленів протягом періоду голландської формози. Стара тайванська назва була Lo̍k-á-káng (кит.: 鹿仔港), а її коротша версія зустрічається в англійських текстах та картах у таких варіантах як Lok-kang, Lokang та Lo-kiang.
2011 року Міністерство внутрішніх справ вирішило дотримуватися історичного написання за системою Вейда-Джайлза і писати Lukang, не підтримавши переходу до стандарту Піньїнь, за яким місто писалося латинкою як Lugang. Цей стандарт поступово набував поширення після того як Тайвань перейшов на нього у 2009 році.

## Історія
Протягом правління династії Цін, глибина гавані та близькість до провінції Фуцзянь материкового Китаю, зробили Луган важливим портом. Період розквіту тривав із 1785 до 1845 року, населення міста збільшилося до 20.000 і воно стало другим за розміром у Тайвані(після міста Тайнань).
Забруднення вод гавані, а також відмова міста від того, щоб залізничний транспорт проходив через місто, спричинили падіння торгівлі та сповільнило модернізацію міста. Водночас місто зберегло самобутність, зберігши багато історичних будівель, що приваблює туристів.
Під час японського управління, місто було п'ятим найбільш популярним містом, відповідно до перепису у грудні 1904 року його населення налічувало 19.805. Етнічна група Хокло, в основному, складалася із представників, які були вихідцями із округів Сямень та Цюаньчжоу, а тому говорили на діалекті Цюаньчжоу мови Хоккієн. Музика нангуан є популярною в місті й походить із Цюаньчжоу. 

## Загальні відомості
У місті залишилося багато старих храмів, таких як храм Лонгшан та Мазу. Тут налічується понад 200 храмів, присвячених різноманітним духам. Тут утворилися такі терміни як ē-káng (кит.: 下港) та téng-káng (кит.: 頂港), які використовуються на позначення південного та північного Тайваню відповідно. Буквальне значення термінів: «нижче гавані» та «вище гавані».
Серед місцевих страв відомими є тістечка Ючженьчжай (кит.: 玉珍齋) та «Воловий язик» (кит.: 牛舌餅) та млинці із устрицями. 6—19 лютого 2012 тут пройшов фестиваль ліхтариків.
Площа міста становить 39.46 км², населення — 86112 (лютий 2015).

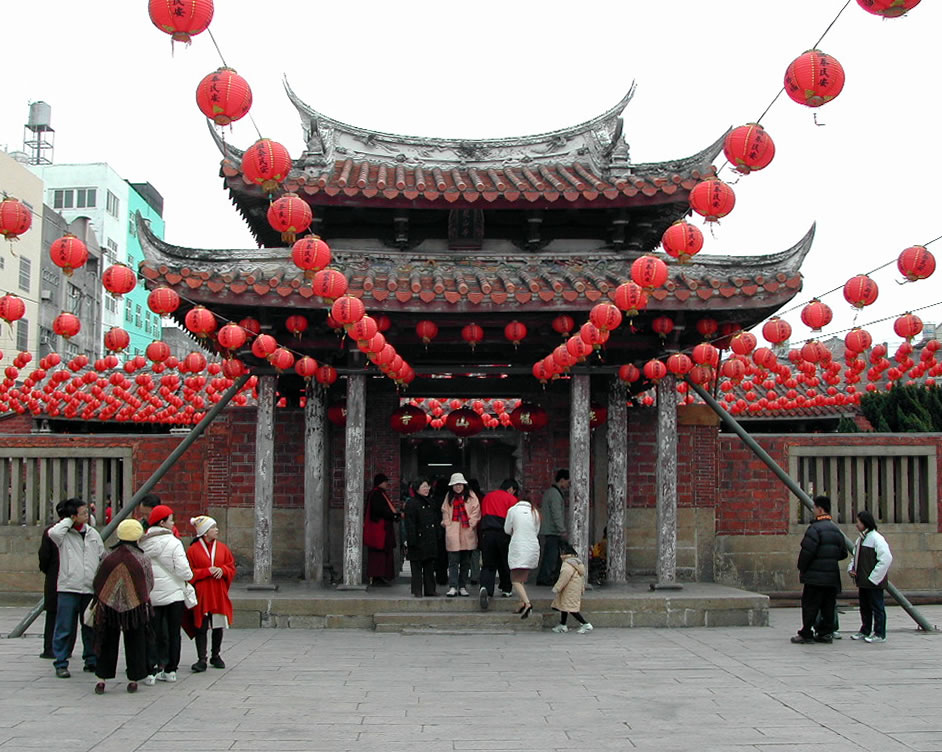
Храм Лонгшан (Луншань)
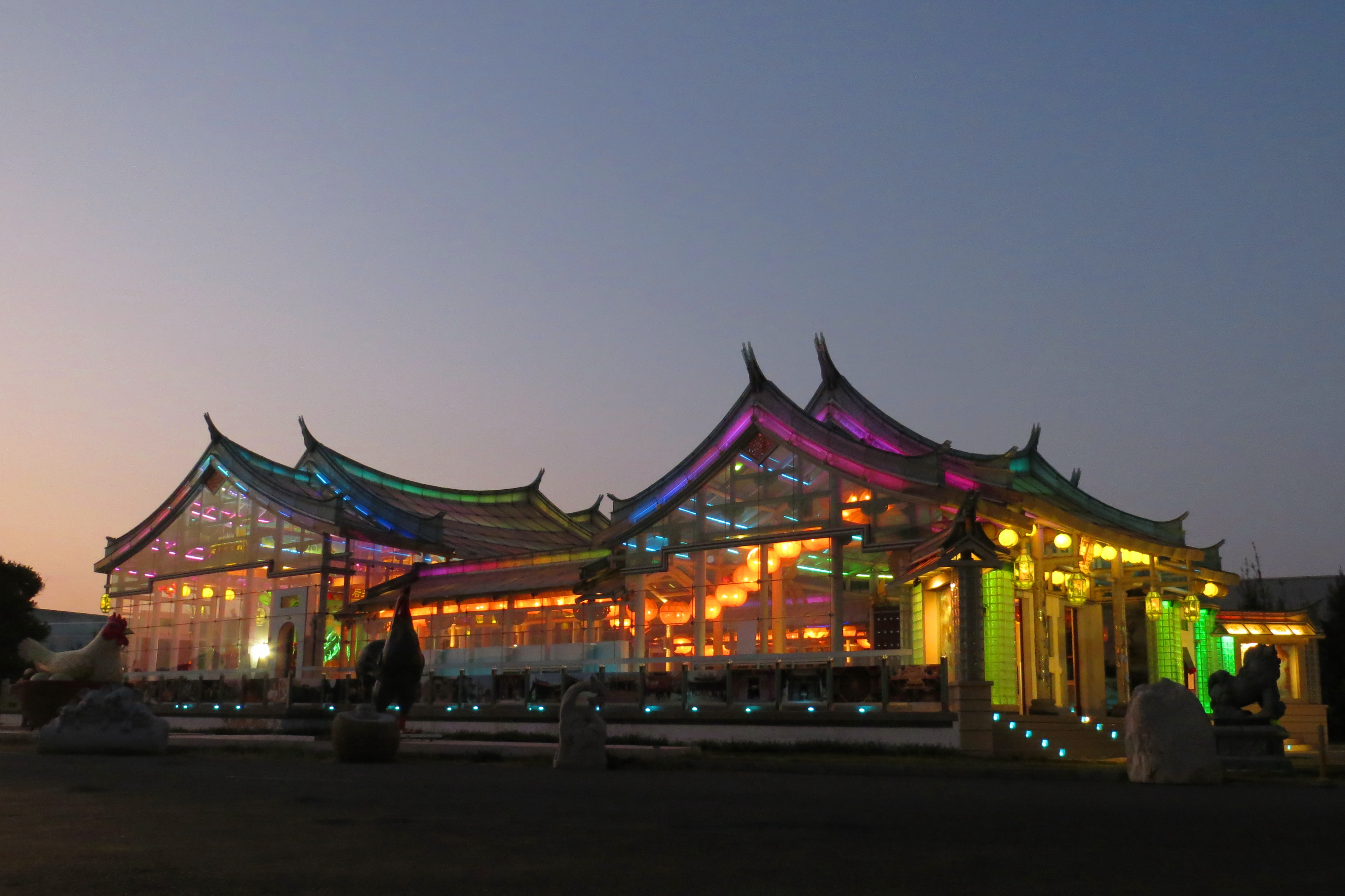
Храм Мазу
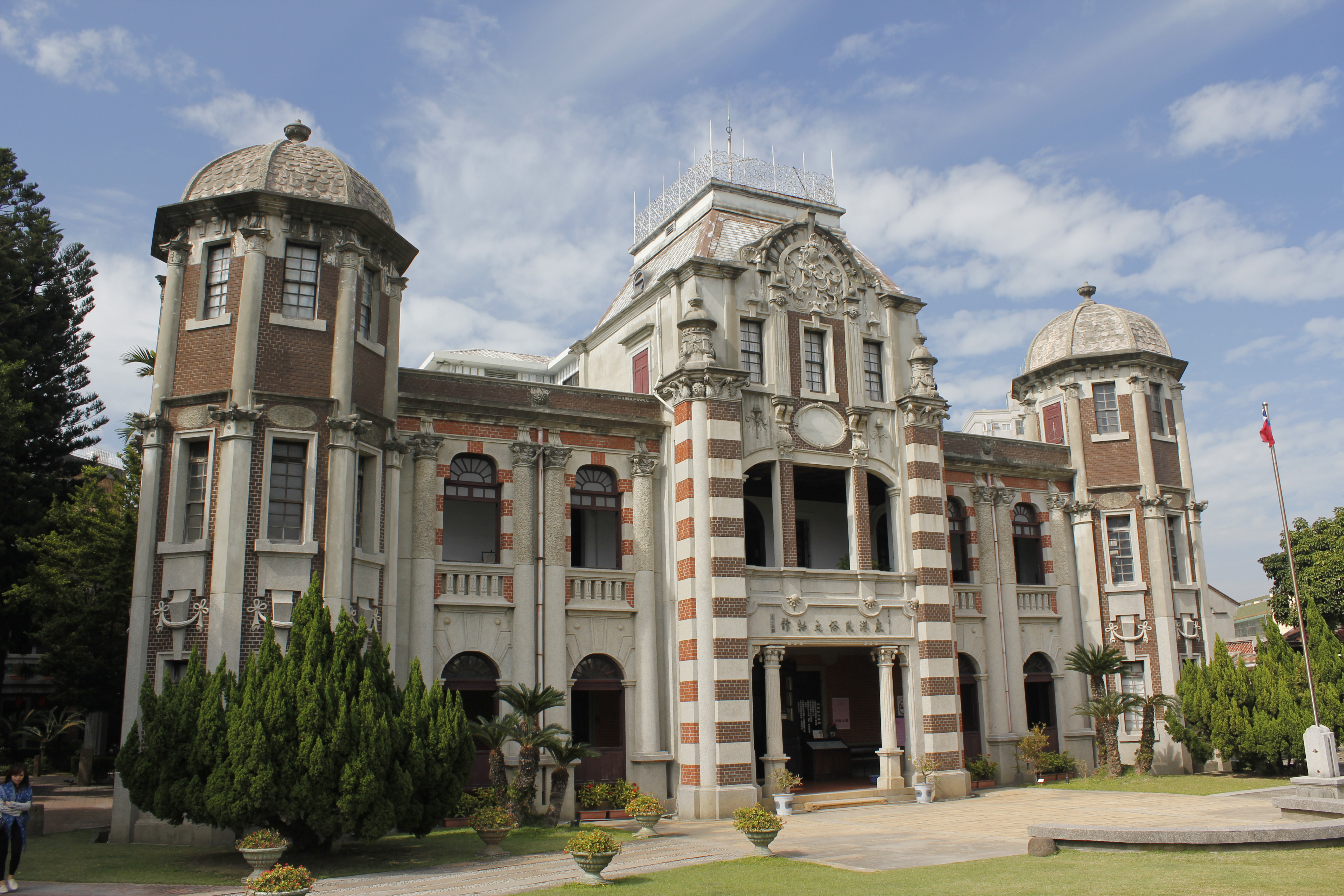
Старий маєток династії Ку в центральному Лугані